# ژاپن در المپیک تابستانی ۱۹۹۲
ژاپن در بازی‌های المپیک تابستانی ۱۹۹۲ که در شهر بارسلونا اسپانیا برگزار شد، کاروان ژاپن با ۲۵۶ ورزشکار در این رقابت‌ها شرکت کرد و موفق به کسب ۲۲ مدال (۳ طلا، ۸ نقره، ۱۱ برنز) شد. در جدول رتبه‌بندی توزیع مدال‌ها، ژاپن در ردهٔ ۱۷ مسابقات قرار گرفت.